# Penthorum
Penthorum ist die einzige Gattung der Pflanzenfamilie der Penthoraceae innerhalb der Ordnung der Steinbrechartigen (Saxifragales).

## Beschreibung

Illustration von Penthorum sedoides

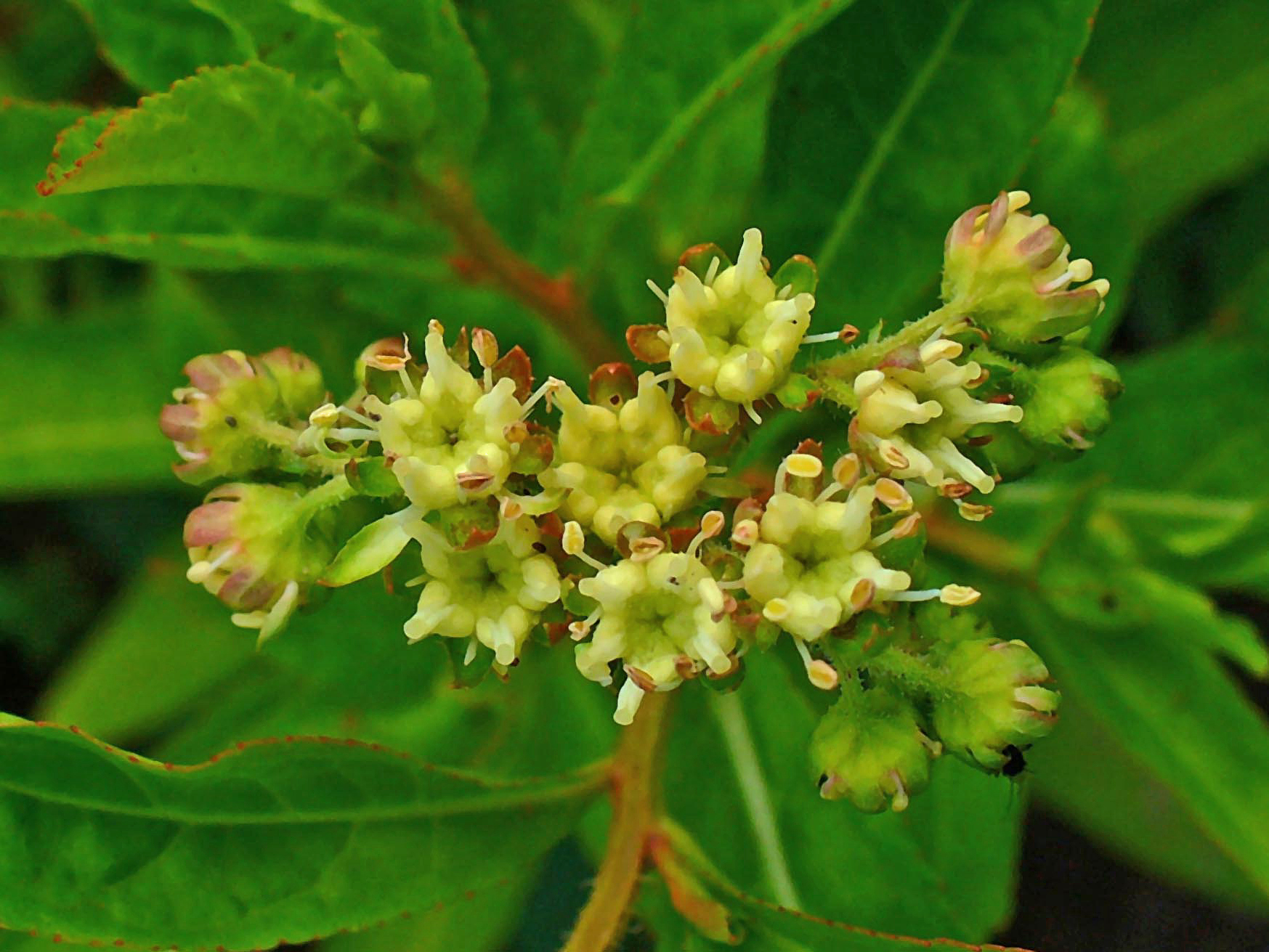
Blütenstand von Penthorum sedoides

Verbreitung von Penthorum

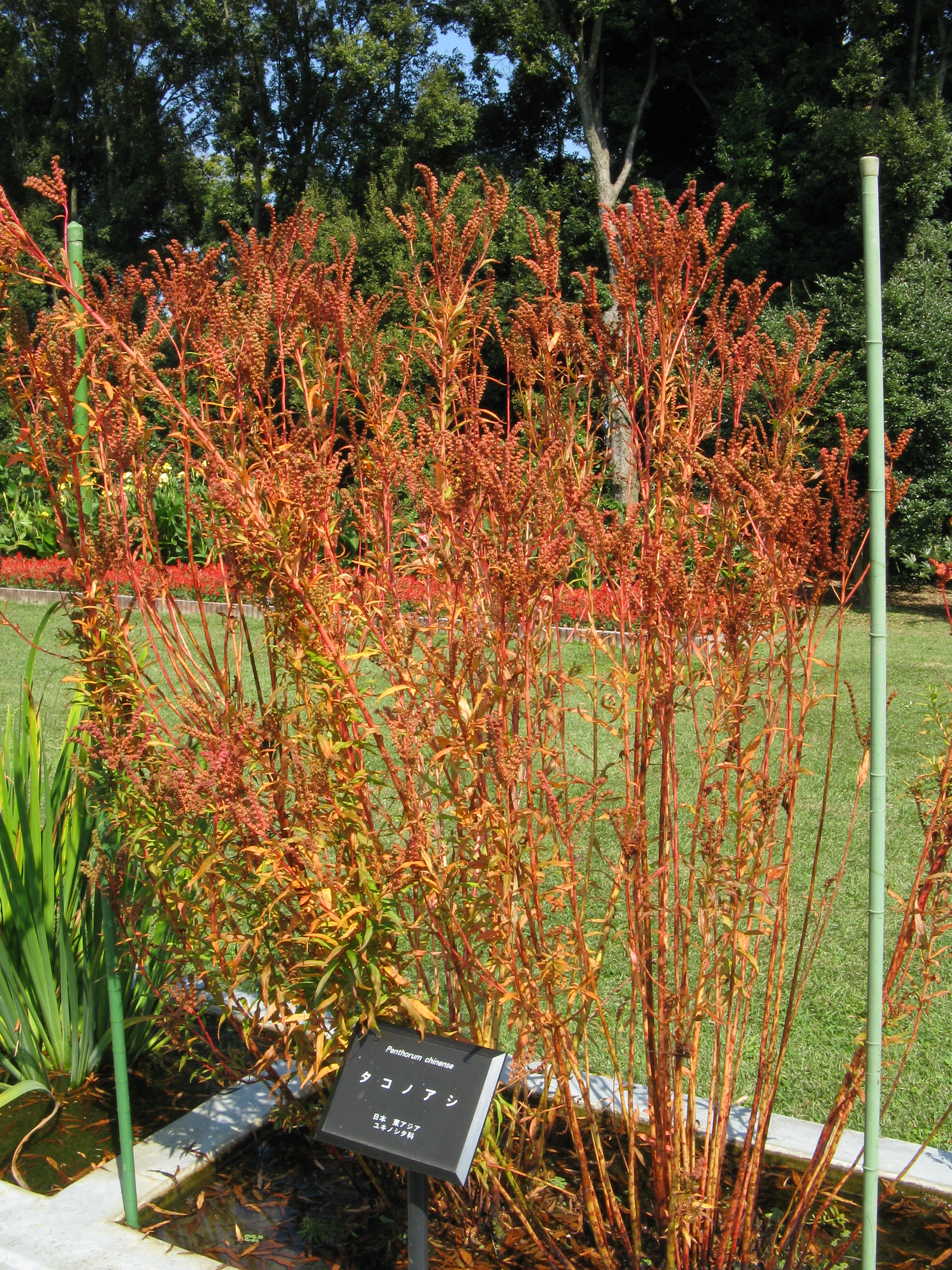
Penthorum chinense

### Vegetative Merkmale
Bei den Penthorum-Arten handelt es sich um niederliegende oder aufsteigende bis selbständig aufrechte, ausdauernde krautige Pflanzen. Sie bilden Rhizome oder Ausläufer und Faserwurzeln aus. Die bleistiftförmigen Stängel sind einfach oder im unten Bereich verzweigt und dort kahl, aber im oberen Bereich flaumig oder gestielt drüsig behaart (Indument).
Die ersten Laubblätter eines Sämlings sind gegenständig. Die wechselständig und spiralig am Stängel angeordneten Laubblätter sind höchstens kurz gestielt. Die einfachen, dünnen Blattspreiten sind elliptisch-lanzettlich bis verkehrt-lanzettlich oder lanzettlich mit spitz zulaufender Spreitenbasis zugespitzter Spreitenbasis und zugespitztem oberen Ende. Der Blattrand ist scharf oder doppelt gesägt. Es liegt Fiedernervatur vor. Die Stomata sind anomocytisch. Nebenblätter fehlen.

### Generative Merkmale
Viele Blüten sind in end- oder achselständigen, zymösen (Wickel) Blütenständen, deren Verzweigungen gestielt drüsig behaart sind, angeordnet. Die Tragblätter befinden sich seitlich neben den Blütenstielen. Die Blütenstiele sind gestielt drüsig behaart.
Die relativ kleinen, zwittrigen Blüten sind radiärsymmetrisch und meist fünf-, selten bis zu achtzählig mit doppelter Blütenhülle. Der Blütenbecher (Hypanthium) ist gestielt drüsig behaart. Die meist fünf (selten bis zu acht) grünen oder rötlichen Kelchblätter sind mehr oder weniger schmal dreieckig und nur kurz an ihrer Basis verwachsen; sie sind während der Anthese aufrecht, an der Frucht aber zurückgebogen. Es sind ein bis acht unauffällige, freie grünliche bis weißliche Kronblätter vorhanden oder sie fehlen. Es ist kein Nektardiskus vorhanden. Es sind ein oder zwei Kreise mit je meist fünf, selten bis acht freien, fertilen Staubblättern vorhanden. Die weißen, gelben oder rosafarbigen, kahlen Staubfäden sind fadenförmig und am Rand des Blütenbechers inseriert. Die gelben oder rosafarbenen, basifixen Staubbeutel sind länglich, bestehen aus zwei Theken und öffnen sich mit einem Längsschlitz. Der Pollen ist tri-aperturate und colporat. Die meist fünf (vier bis acht) freien oder nur an ihrer Basis verwachsenen Fruchtblätter sind bei der Anthese teilweise unterständig und nach der Befruchtung vollständig oberständig. Jedes Fruchtblatt enthält 30 bis 100 (viele) anatrope, bitegmisch, crassinucellate Samenanlagen marginaler Plazentation. Die kurzen Griffel enden in einer kopfigen Narbe.
Je Blüte werden meist fünf, selten bis zu acht Balgfrüchte gebildet, die jeweils (viele) 300 bis 400 Samen enthalten. Die relativ kleinen, lohfarbenen, gelblich-braunen oder rosafarbenen Samen sind ellipsoid, verkehrt-eiförmig bis fast spindelförmig. Die Samenschale besitzt eine winzig warzige bis stachelige Oberflächenstruktur. Der relativ große Embryo ist gerade. Das zelluläre Endosperm ist nur spärlich vorhanden.

### Chromosomensätze
Die Chromosomengrundzahl beträgt x = 8 oder 9.

## Systematik, botanischen Geschichte und Verbreitung
Die Gattung Penthorum wurde 1753 durch Carl von Linné in Species Plantarum, Tomus I, S. 432 aufgestellt. Der Gattungsname Penthorum leitet sich von den altgriechischen Wörtern πέντε pénte für „fünf“ sowie ὅρος horos für „Trennlinie, Rand“ ab und bezieht sich auf die fünfzählige Blüten. Typusart ist Penthorum sedoides L.
Die Stellung der Gattung Penthorum innerhalb Rosales wurde lange intensiv diskutiert. Viele Autoren diskutierten die Stellung auf Grund ihrer morphologischen, anatomischen und embryologischen Merkmalen. Torrey und Gray stellten 1840 die Gattung Penthorum in die Tribus Diamorpheae der Crassulaceae. Aber 1871 stellte Baillon Penthorum in eine Tribus der Saxifragaceae. A. Cronquist 1981 vermutet die Gattung Penthorum zwischen den Crassulaceae sowie Saxifragaceae und stellte sie in die Familie der Saxifragaceae. Molekulargenetische Untersuchungen zeigen, dass Gattung Penthorum eine Schwestergruppe der Familie Haloragaceae und eine monogenerische Familie Penthoraceae darstellt.
Die Familie Penthoraceae Rydb. ex Britton nom. cons. wurde 1901 durch Nathaniel Lord Britton in Per Axel Rydberg: Manual of the Flora of the northern States and Canada, 475 aufgestellt. Typusgattung ist Penthorum L. Bei APG III 2009 und „APG IV“ 2016 ist Penthoraceae eine akzeptierte Familie innerhalb der Ordnung Saxifragales.
In der Gattung Penthorum und damit in der Familie Penthoraceae gibt es nur zwei Arten. Die Gattung Penthorum besitzt ein disjunktes Areal: Je eine Art ist im gemäßigten bis tropischen östlichen Asien sowie Indochina und im atlantischen Nordamerika verbreitet:
- Penthorum chinense Pursh (Syn.: Penthorum humile Regel & Maack, Penthorum intermedium Turcz., Penthorum sedoides subsp. chinense (Pursh) S.Y.Li & K.T.Adair): Das Verbreitungsgebiet ist Asien liegt in Japan, Korea, Laos, Mongolei, Russland, Thailand, Vietnam und in den chinesischen Provinzen Anhui, Gansu, Guangdong, Guangxi, Guizhou, Hebei, Heilongjiang, Henan, Hubei, Hunan, Jiangsu, Jiangxi, Jilin, Liaoning, Shaanxi, Sichuan sowie Yunnan.[5] In China gedeiht Penthorum chinense in Wäldern, strauchbestandenen Wiesen, Standorten entlang von Fließgewässern und in Ebenen Gewässern in Höhenlagen von 100 bis 2200 Metern.[5]
- Penthorum sedoides L.: Das Verbreitungsgebiet in Nordamerika liegt in weiten Gebieten der USA einschließlich Alaska und in den kanadischen Provinzen British Columbia, New Brunswick, Ontario, Quebec sowie südöstliches Manitoba. Penthorum sedoides gedeiht auf feuchten Böden, an Ufern von Fließgewässern, in Süßwassersümpfen, Rändern von Biberteichen, an Teichen von Auwäldern, am Strand und entlang von Gräben in Höhenlagen von 0 bis 700 Metern.[6] In südlichen British Columbia, Oregon sowie Washington ist Penthorum sedoides durch Cranberry-Sümpfe ein Neophyt.[6]

## Nutzung
Von Penthorum sedoides werden die Laubblätter werden von den Cherokee gegart gegessen. Die Indianer haben Pflanzenteile medizinisch genutzt. Die Samen von Penthorum sedoides wurden von den Meskwaki verwendet um Hustenmedizin herzustellen.
Pflanzenteile von Penthorum chinense, dort gan huang cao oder 扯根菜 che gen cai genannt, werden in der traditionellen chinesischen Medizin verwendet.

### Webseiten
- Die Familie der Penthoraceae bei der APWebsite.
- Die Familie der Penthoraceae bei The Families of Angiosperms bei DELTA von L. Watson & M. J. Dallwitz.